# Hardwick Hall
Pour les articles homonymes, voir Hardwick.

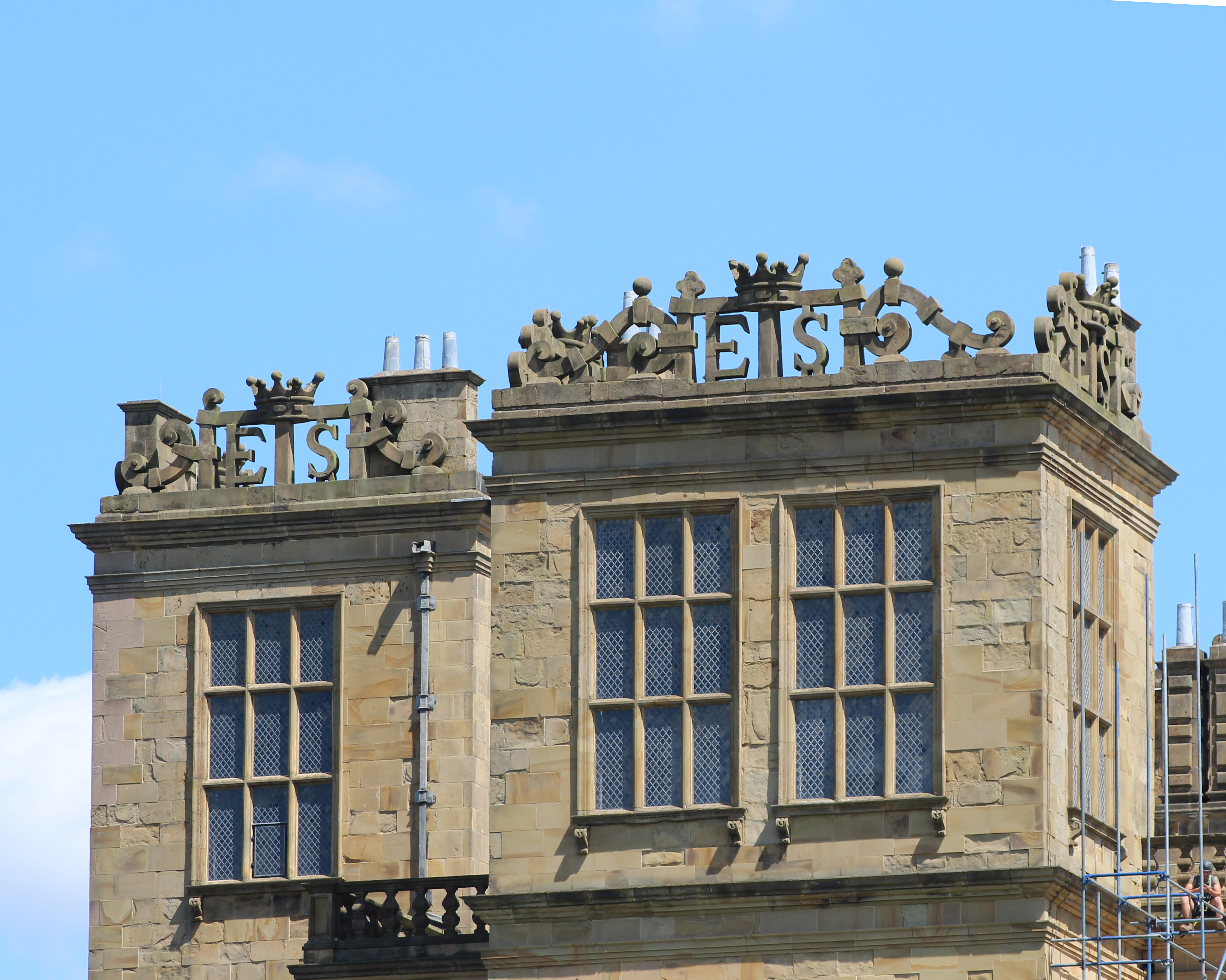
Les balustrades des six tours de Hardwick arborent les initiales ES de Bess of Hardwick (Elizabeth Shrewsbury), pour qui ce manoir fut construit.

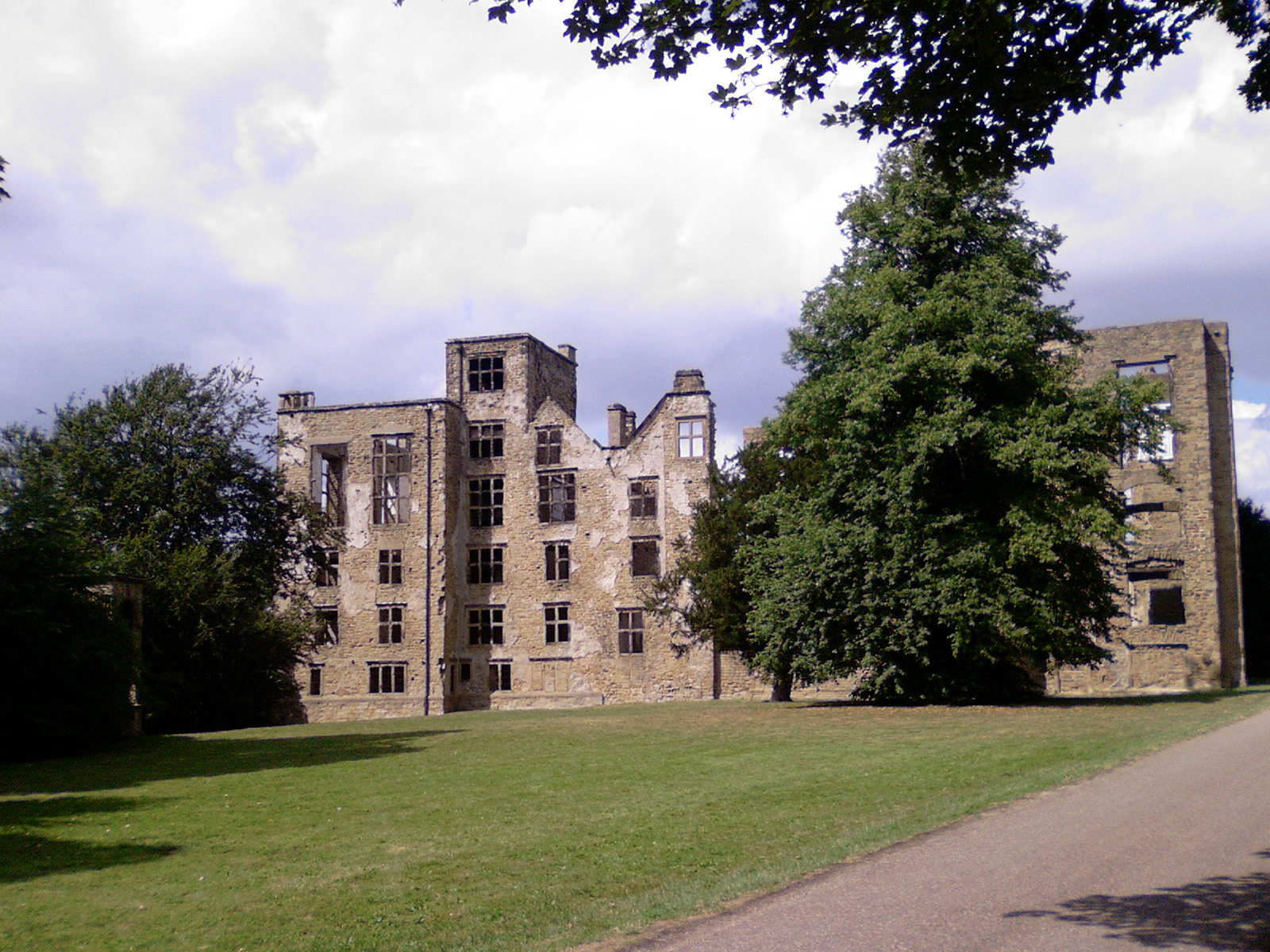
Les ruines de Hardwick Old Hall.

Hardwick Hall, dans le Derbyshire, est l’un des manoirs élisabéthains les plus remarquables d’Angleterre. Comme les deux autres châteaux construits par l’architecte Robert Smythson : Longleat et Wollaton Hall, Hardwick Hall est l'une des premières manifestations de la Renaissance anglaise en architecture, qui s'imposa à une époque où la fortification des châteaux était une précaution devenue futile.

## Le site
Hardwick Hall est construit au sommet d'une colline dominant la campagne du Derbyshire, entre Chesterfield et Mansfield. Cette gentilhommière a été dessinée à la fin du XVIe siècle par Robert Smythson pour Bess of Hardwick, comtesse de Shrewsbury et aïeule des ducs de Devonshire. Le château est resté dans la famille jusqu'à devenir domaine de la Couronne en 1956 comme paiement des droits de succession. Le Trésor a à son tour confié le manoir au National Trust en 1959. Cette résidence secondaire des ducs de Devonshire étant voisine du château familial, Chatsworth House, il subit peu de modification au fil des siècles et à partir du XIXe siècle, on préserva activement son patrimoine ancien.

## Éléments caractéristiques
Hardwick témoigne de la richesse et de la puissance de Bess of Hardwick, la plus riche héritière d'Angleterre après la reine Élisabeth elle-même. Ce fut l'une des premières résidences anglaises où la salle de banquet fût en enfilade avec le couloir central de l'édifice, plutôt qu'à l'un des angles adjacents à l'entrée. Chaque étage est plus haut sous plafond que l'étage qui lui est inférieur, et un grand escalier de pierre à vis mène à une suite de salles de réception au deuxième étage, qui comporte l'une des plus grandes galeries d'Angleterre et un grand salon, légèrement en hauteur, tendu de tapisseries et décoré d'une spectaculaire frise en stuc représentant des scènes de chasse. Les multiples fenêtres sont d'une taille exceptionnelle pour un manoir du XVIe siècle : à une époque où le verre à vitre était encore cher, elles étaient un signe d'opulence devenu proverbial ; ne disait-on pas : « Hardwick Hall, more glass than wall »? Plusieurs des tapisseries et tout le mobilier remontent aux XVIe et XVIIe siècles : c'est d'ailleurs l'un des traits remarquables de ce château que son mobilier se retrouve intégralement dans l'inventaire daté de 1601.
Hardwick Hall abrite une importante collection de broderies, dont l'essentiel remonte à la fin du XVIe siècle, et que l'on retrouve dans l'inventaire pré-cité de 1601. Certains des effets brodés portent le monogramme « ES » de Bess et sont peut-être de la main de la princesse elle-même.

## Aujourd'hui
Le manoir de Hardwick est ouvert au public. Il est réputé pour ses espaces verts, son jardin de simples et son verger. Le domaine a préservé les ruines d'un édifice plus ancien, Hardwick Old Hall, qui servait de maison pour les hôtes et les domestiques après la construction du nouveau château. Old Hall est géré par English Heritage sur mandat conféré par le National Trust ; il est également visitable par le public.
L’historien de l’architecture Dan Cruickshank a fait de Hardwick Hall l'un des cinq sites retenus pour son documentaire télévisé de la BBC Britain's Best Buildings (2006).
Bien que la grande salle de réception eût été une bizarrerie dès l’époque de sa conception, et qu’elle n’ait pas fait école à la Renaissance élisabéthaine, elle devait fournir, trois siècles plus tard, le modèle du gigantesque hall de l’Exposition universelle de 1876 à Philadelphie, dont l'intention était d'associer à l’historicisme une débauche de baies vitrées, élément de rigueur pour toutes les salles d’expositions internationales depuis l’énorme succès du Crystal Palace à l’Exposition universelle de Londres.